# جون كينيث موير
جون كينيث موير (بالإنجليزية: John Kenneth Muir)‏ هو ناقد أدبي وكاتب وصحفي وناقد سينمائي أمريكي، ولد في 3 ديسمبر 1969 في الولايات المتحدة.

## وصلات خارجية
- الموقع الرسمي
- جون كينيث موير على موقع IMDb (الإنجليزية)
- جون كينيث موير على موقع قاعدة بيانات الفيلم (الإنجليزية)